# Davide Carbonaro
Davide Carbonaro (Rosolini, 1º gennaio 1967) è un arcivescovo cattolico italiano, dal 2 febbraio 2024 arcivescovo metropolita di Potenza-Muro Lucano-Marsico Nuovo.

## Biografia
Nasce a Rosolini, nella diocesi di Noto, il 1º gennaio 1967.

### Formazione e ministero sacerdotale
Dopo essere entrato nell'ordine dei Chierici regolari della Madre di Dio, ha conseguito la licenza in teologia biblica presso la Pontificia Università Gregoriana di Roma.
È stato ordinato presbitero il 3 ottobre 1992 nella chiesa di Santa Maria in Portico in Campitelli a Roma dal vescovo Giuseppe Mani.

### Ministero episcopale
Il 2 febbraio 2024 papa Francesco lo nomina arcivescovo metropolita di Potenza-Muro Lucano-Marsico Nuovo; succede a Salvatore Ligorio, dimessosi per raggiunti limiti d'età. Il 4 maggio seguente riceve l'ordinazione episcopale, nella basilica di San Giovanni in Laterano, dal cardinale Angelo De Donatis, penitenziere maggiore, co-consacranti Salvatore Ligorio, suo predecessore e Corrado Lorefice, arcivescovo metropolita di Palermo. Il 18 maggio prende possesso dell'arcidiocesi.
Il 10 giugno 2024 è eletto presidente della Conferenza episcopale della Basilicata.
Il 29 giugno dello stesso anno, solennità dei Santi Pietro e Paolo, riceve da papa Francesco, nella basilica di San Pietro in Vaticano, il pallio, che gli viene imposto dal nunzio apostolico Petar Rajič il 30 ottobre seguente nella cattedrale di San Gerardo.

## Genealogia episcopale
La genealogia episcopale è:
- Cardinale Scipione Rebiba
- Cardinale Giulio Antonio Santori
- Cardinale Girolamo Bernerio, O.P.
- Arcivescovo Galeazzo Sanvitale
- Cardinale Ludovico Ludovisi
- Cardinale Luigi Caetani
- Cardinale Ulderico Carpegna
- Cardinale Paluzzo Paluzzi Altieri degli Albertoni
- Papa Benedetto XIII
- Papa Benedetto XIV
- Papa Clemente XIII
- Cardinale Bernardino Giraud
- Cardinale Alessandro Mattei
- Cardinale Pietro Francesco Galleffi
- Cardinale Giacomo Filippo Fransoni
- Cardinale Carlo Sacconi
- Cardinale Edward Henry Howard
- Cardinale Mariano Rampolla del Tindaro
- Cardinale Antonio Vico
- Arcivescovo Filippo Cortesi
- Arcivescovo Zenobio Lorenzo Guilland
- Vescovo Anunciado Serafini
- Cardinale Antonio Quarracino
- Papa Francesco
- Cardinale Angelo De Donatis
- Arcivescovo Davide Carbonaro, O.M.D.